# Aviation Design
Aviation Design était une revue française consacrée à l’aviation.

## Généralités
Aviation Design, première mouture, était une revue française éditée par Bréand Communications sarl dont le premier exemplaire remonte au mois de mars 1989. La revue dont le directeur de la publication est André Bréand est également sous-titrée Le Magazine de l'Aéronautique. Elle couvre principalement les sujets militaires avec des photos couleurs, des plans trois-vues et des dessins sur 72 pages environ. Le poster central était imprimé sur du papier d’une épaisseur similaire à la couverture
Cette revue ne doit pas être confondue avec Aviation Design Magazine apparue, elle, en juin 2001. Avec le numéro 31 de mars 1992, le nombre de pages chute à 52 tandis que diminue l’épaisseur du poster. Pour son 35e numéro, l’éditorialiste annonce des coûts de distribution en kiosque et propose une distribution par souscription uniquement. La parution cesse peu après.